# Deux-Chaises
Deux-Chaises é uma comuna francesa na região administrativa de Auvérnia-Ródano-Alpes, no departamento Allier. Estende-se por uma área de 39,82 km². Em 2010 a comuna tinha 405 habitantes (densidade: 10,2 hab./km²).